# Hedysarum cappadocicum
Hedysarum cappadocicum är en ärtväxtart som beskrevs av Pierre Edmond Boissier. Hedysarum cappadocicum ingår i släktet buskväpplingar, och familjen ärtväxter. Inga underarter finns listade i Catalogue of Life.